# Makrobiotika
Makrobiotika dolazi od grčkih riječi »macro« (hrv. velik) + »bio« (hrv. život).
Pojam je prvi osmislio Christoph Hufeland 1796. godine. Praksu kao takvu popularizirao je George Ohsawa, drugim imenom Nyoichi Sakurazawa, japanski filozof (1893. – 1966.) i njegovi nasljednici Michio Kushi i njegova supruga Aveline Kushi koji su otvorili institut makrobiotike East-West (Istok-Zapad) u Bostonu 1978. godine.

## Principi
Temelji makrobiotike nalaze se u principima jina i janga, drevne istočnjačke filozofske ideje koja spajanjem i balansiranjem suprotnosti postiže jedinstvo. Yang predstavlja pozitivni i muški princip, sunce i snagu te odgovara slanoj, prženoj i mesnoj hrani. Yin pak predstavlja negativni, ženski princip, mjesec i nježnost te on odgovara slatkoj, kuhanoj i mliječnoj hrani. I jedan i drugi ekstrem, prema učenju taoizma, trebaju se izbjegavati.
Po makrobiotičkom vjerovanju, u sredini između ekstrema je uravnotežena hrana, a posebice cjelovite žitarice, u što se ubrajaju prvenstveno riža, mahunarke, voće i povrće te fermentirani sojini proizvodi. Poželjno je koristiti organski uzgojene ekološke proizvode, a izbjegavati one uzgojene u plastenicima te onečišćene pesticidima.
Svakodnevni obrok trebao bi se sastojati od 50 % cjelovitih žitarica (smeđa riža, kukuruz, zob, pšenica, ječam). Pri tome su rjeđe zastupljeni kruh, tjestenina odn. proizvodi od brašna. Otprilike 30 % predstavlja povrće (zeleno lisnato i dr.) kuhano, pirjano i povremeno sirovo. Oko 10 % čine mahunarke (grah, grašak i sl.) te sojini proizvodi, npr. tofu, tempeh i natto. Poželjno je obrok započinjati juhom s misom ili umakom od soje, a od deserta konzumirati one bez šećera. Iznimno se koriste riba i morski proizvodi, i to jednom tjedno. Upotrebljavaju se biljna ulja, hladno prešana: maslinovo, sezamovo i sojino. Izuzetno je važno prožvakati svaki zalogaj te piti dovoljnu količinu tekućine, ali ne gazirana pića, već vodu, čaj i voćne sokove. Izbjegavaju se meso, sol i šećer. Precizne upute o prehrani variraju ovisno o dobi, spolu te klimi mjesta u kojem osoba živi.

## Prednosti
U makrobiotičkoj prehrani prevladavaju niske razine masnoće, velika količina ugljikohidrata i biljna vlakna (celuloza). Pogodna je za prevenciju i tretman probavnih, srčanih te tumorskih oboljenja. Po najnovijim istraživanjima, makrobiotička prehrana pomaže u sprečavanju od oboljenja rakom debelog crijeva, dojke i prostate. 

## Nedostaci
Nedostaci prehrane javljaju se u obliku manjka Vitamina B-12, željeza i kalcija. Prije pristupanja makrobiotičkoj prehrani, preporučeno je savjetovati se s liječnikom.

## Vanjske poveznice
- http://www.macrobiotc.org  Arhivirana inačica izvorne stranice od 24. lipnja 2011. (Wayback Machine)
- http://www.macrobiotics.org  Arhivirana inačica izvorne stranice od 29. prosinca 2005. (Wayback Machine)
- http://www.macrobiotics.co.uk
- http://www.makronova.com